# Nordenstadt
Nordenstadt est un quartier de la ville de Wiesbaden en Allemagne.